# Lissonota balia
Lissonota balia är en stekelart som beskrevs av Henry Keith Townes, Jr. 1978. Lissonota balia ingår i släktet Lissonota och familjen brokparasitsteklar. Inga underarter finns listade i Catalogue of Life.